# Johann von Vienne
Johann von Vienne (†  7. Oktober 1382 in Pruntrut) war von 1355 bis 1361 Erzbischof von Besançon, von 1361 bis 1365 Bischof von Metz und von 1365 bis zu seinem Tod Bischof von Basel.

## Leben
Johann entstammte dem burgundischen Adelsgeschlecht de Vienne. Er war der Sohn von Gualterus, Herr von Mirebel. Der Erzbischof von Besançon, Hugo VI., war sein Onkel, der französische Admiral Jean de Vienne war sein Neffe.
Er wurde 1337 Chorherr in Chalon und 1339 Thesaurar von St. Jean in Besançon. Im Jahr 1356 wurde er von Philipp I. von Burgund zum Gouverneur des Herzogtums Burgund ernannt. Seit dem 8. Juni 1356 Erzbischof von Besançon, wurde er am 13. November 1361, aufgrund von Streitigkeiten mit der Stadt, von Papst Innozenz VI. nach Metz transferiert. Auch in Metz kam es zu Konflikten mit den Bürgern und Johann musste seinen Sitz nach Vic-sur-Seille verlegen. Am 13. August 1365 wurde er nach Basel transferiert. Auch in Basel lag Johann im Streit mit Domkapitel und Bürgerschaft, die Streitigkeiten vergrösserten die Verschuldung des Bistums und Johann musste 1373 der Stadt Basel das Münz- und Zollrecht verpfänden. Im Verlaufe des 1367 begonnenen Krieges mit Bern fiel die zum Bistum Basel gehörende Stadt Biel den Flammen zum Opfer, woraufhin die Bürger Biels die in der Stadt gelegene bischöfliche Burg zerstörten. Im Abendländischen Schisma stellte sich Johann mit der Unterstützung des Domkapitels auf die Seite Avignons, woraufhin ihn der römische Papst Urban VI. exkommunizierte. Nach seinem Tod wurde er in der Pfarrkirche St. Pierre in Pruntrut bestattet.
Siehe auch: Einführung des sogenannten Ewigen Pfennigs – 1373 Basel, eigene Münzprägung